# ヤプログ!
- ヤプログ!
- yaplog!
- ヤプログ

ヤプログ!（英文表記：yaplog!）は、GMOメディアがかつて運営していたレンタルブログサービスである。2020年1月31日をもってサービスを終了した。
2001年9月15日に開始されたブログサービス「ヤプース!」をGMOが買収し、2004年6月15日に「ヤプログ!」ベータ版としてサービス開始したものである。
日本で主なブログサービスが出揃うのは2003年から2005年にかけての間に集中しており、国内のブログサービスの中では、2001年8月30日開設の「楽天広場（現：楽天ブログ）」に次いで初期に開設された老舗ブログサービスであった。

## 仕様
パソコン、携帯電話、スマートフォンに対応していた。インターネット初心者の女性ユーザーを主たるターゲットにしており、GUIを用いて視覚的かつ簡便な操作性を意識して構築されているのが特徴であった。
500種類以上のスキン（ブログデザインテンプレート）があり、若い女性向けの可愛らしいブログデザインが多く用意され、HTMLの知識がなくてもマウスクリックだけで思い通りのブログデザインが完成できるようになっていた。さらに、HTMLやCSSを編集できる「フリースキン」も用意されていた。

## サービス終了
2019年8月3日、翌2020年1月31日をもって「ヤプログ!」のサービスを終了することが発表された。
同年8月1日から、新規ブログ開設の停止、有料プランの登録停止、iOS版Android版「ヤプログ！スマートフォンアプリケーション」の提供停止が開始された。
また同日から、ブログ移行・バックアップのためのパソコン専用機能として（携帯電話・スマートフォンでは利用不可）、ブログエクスポート機能（Movable Type形式）と、過去に自分がブログに投稿した画像をダウンロードして保存できる「ブログ投稿画像ダウンロード機能」がリリースされた。ただしブログ投稿画像の引越しはできないため、「ブログ投稿画像ダウンロード機能」で保存画像を、新たに引越し先ブログサービスへ再投稿する必要があった。また「ヤプログ!」閉鎖発表の際には、公式移転先ブログは特に案内されなかった。
「ヤプログ!」のサービス終了と前後して、2019年12月15日にはYahoo!ブログがサービス終了し、ヤフーはその際に、Amebaブログ、livedoor blog、Seesaaブログ、はてなブログを公式移転先として、専用のブログ移行ツールを用意した。これはブログに投稿したテキストに加え、画像やコメントも移行できるというものであったが、「ヤプログ!」終了の際にはそうした専用移行ツールは用意されなかった。
ただし、FC2ブログの「ブログお引越しツール」は「ヤプログ!」にも対応していたため、このツールを使えばテキストと画像、コメントを一挙にFC2ブログへ移行することは可能であった。FC2ブログ運営は「ヤプログ!」サービス終了を見越して、発表直後の2019年9月から「ブログお引越しツール」が「ヤプログ!」に対応していることをアピールしていた。
なお、GMOメディアがかつて運営していたウェブサービス「teacup.」にもブログサービス「AutoPage」があったが、「teacup.」は2022年8月1日をもってサービス終了し、ブログサービス「Autopage」も同時に閉鎖された。